# Cymin Samawatie
Cymin Samawatie (geboren 1976 in Braunschweig) ist eine deutsch-iranische Sängerin, Komponistin, Dirigentin und Gründerin mehrerer Orchester und Bands in der deutschsprachigen Musikszene.

## Leben und Wirken
Cymin Samawatie, als Tochter iranischer Migranten in Deutschland geboren und aufgewachsen, absolvierte ein klassisches Musikstudium an der Hochschule für Musik und Theater Hannover (Schlagwerk, Klavier und Gesang) und ein Jazzstudium in den Fächern Gesang, Klavier und Komposition an der Universität der Künste Berlin.
Die Musikerin hat sich insbesondere dem modernen Jazz verschrieben, arbeitet aber musikalisch-künstlerisch spartenübergreifend. 2002 gründete sie das Jazzquartett Cyminology, das kammermusikalische zeitgenössische Musik und persische Lyrik verbindet. Ein früher Höhepunkt ihrer musikalischen Karriere war 2003 ein gemeinsamer Auftritt mit dem Musiker und Sänger Bobby McFerrin.
Samawatie arbeitete seit 2010 mit Musikern der Berliner Philharmoniker zusammen. 2013 initiierte sie gemeinsam mit Ketan Bhatti und Philip Geisler das Orchester Diwan der Kontinente, später umbenannt zu Trickster Orchestra. Es setzt sich aus Instrumentalistinnen und Instrumentalisten der Berliner Philharmoniker und Musikern aus Syrien, Japan, China, Israel, Libanon, Sibirien und der Türkei zusammen. Das Ensemble beansprucht, den Begriff der Big-Band in zeitgenössische und hybride, postmigrantische Formen zu übersetzen, die sich durch kulturelle Vielfalt und das Aufbrechen von Identitäten auszeichnen.
2014 bildete Samawatie weiterhin das Ensemble Sunique mit Taiko Saitō, Martin Stegner und Ralf Schwarz. 2016 gründete sie ein Duo mit Korhan Erel. Sie ist auch auf Alben von David Rothenberg (Nightingale Cities) und Christine Aufderhaar zu hören. Samawatie komponierte für unterschiedliche Besetzungen von der Kammermusik bis zur Big Band, auch im Auftrag des Morgenland Festival und für die Berliner Philharmoniker. Sie kuratierte 2017 das Berliner Festival „Female Voice of Iran“.
Cymin Samawatie lebt in Berlin.

## Auszeichnungen
2018 wurde Samawatie mit dem Deutschen Weltmusikpreis Ruth ausgezeichnet. Dessen Jury lobte sie als „eine der kreativsten Musikerinnen der deutschen Ethno-Jazz-Szene: Die Sängerin hat nicht nur mit ihrer Band Cyminology, sondern auch als Komponistin und Festival-Kuratorin dem Musikleben in Deutschland herausragende Impulse verliehen.“
2022 erhielt das von Samawatie gemeinsam mit Ketan Bhatti initiierte und geleitete Trickster Orchester den Deutschen Jazzpreis als „Großes Ensemble des Jahres“. Im selben Jahre wurde sie von der Berliner Senatsverwaltung für Kultur und Europa und dem Rundfunk Berlin-Brandenburg (rbb) mit dem Jazzpreis Berlin ausgezeichnet. Die Jury begründete ihre Entscheidung: „Als Pianistin, Sängerin, Komponistin und Ensemble-Leiterin vereint sie unterschiedlichste Kulturen und Sprachen zu sich gegenseitig inspirierenden Kunstformen.“
2023 verlieh die GEMA ihr und Ketan Bhatti den Deutschen Musikautorenpreis in der Kategorie Komposition Interkulturelle Begegnung.

## Diskographische Hinweise
- Cymin Samawatie/Ketan Bhatti: Trickster Orchestra (ECM Records 2021)[6]